# Germersheim
Germersheim, prononcé ['gɛrmərshaɪ̯m] en allemand, Germersche en palatin, est une ville du Land allemand de Rhénanie-Palatinat située sur la rive gauche du Rhin. Elle est le chef-lieu de l'arrondissement de Germersheim.

## Géographie

### Situation géographique
La ville se situe sur la rive gauche du Rhin, entre Ludwigshafen/Mannheim et Wörth am Rhein, à environ 15 km au sud de Spire, en face de Philippsburg, qui se situe de l'autre côté du fleuve.

### Climat
Le climat de la ville est, comme dans l'ensemble du Palatinat relativement doux (étés chauds, hiver peu neigeux). La température moyenne annuelle est de 10,9 °C. En raison de la présence des montagnes du Palatinat à l'ouest, il pleut relativement rarement.

## Histoire
| Appartenances historiques Palatinat du Rhin 1325-1797 République cisrhénane (Mont-Tonnerre) 1797-1802 République française (Mont-Tonnerre) 1802-1804 Empire français (Mont-Tonnerre) 1804-1813 Royaume de Bavière 1815-1871 Empire allemand 1871–1918 République de Weimar 1918-1933 Reich allemand 1933-1945 Allemagne occupée 1945-1949 Allemagne de l'Ouest 1949–1990 Allemagne 1990–présent |

A l'époque romaine le site de la ville se situait dans la province de Germanie supérieure.
Le nom de Germersheim est cité pour la première fois en l'an 1090, dans la chronique de Sinsheim, sous la forme Germaresheim.
Au début de la Renaissance, la population de Germersheim se réduisait à quelques familles, à la suite de la peste et de la guerre de Trente Ans.
La Réforme a concerné la ville à partir de 1566.
Des éléments de la Ire Armée du général de Lattre de Tassigny, franchissent le Rhin de vive force à Germersheim le 31 mars 1945. Les embarcations du 2e régiment du Génie où ses pilotes de bateaux d'assaut, renforcés par ceux du 17e régiment colonial du génie et du 211e bataillon de ponts lourds, franchissent le fleuve sous le feu ennemi, transportant les premiers éléments de la 2e DIM (Division d'infanterie marocaine) sur la rive Est.
À partir de 1991, la ville-arrondissement est impliquée dans la coopération transfrontalière, en adhérant à l'eurodistrict Pamina.

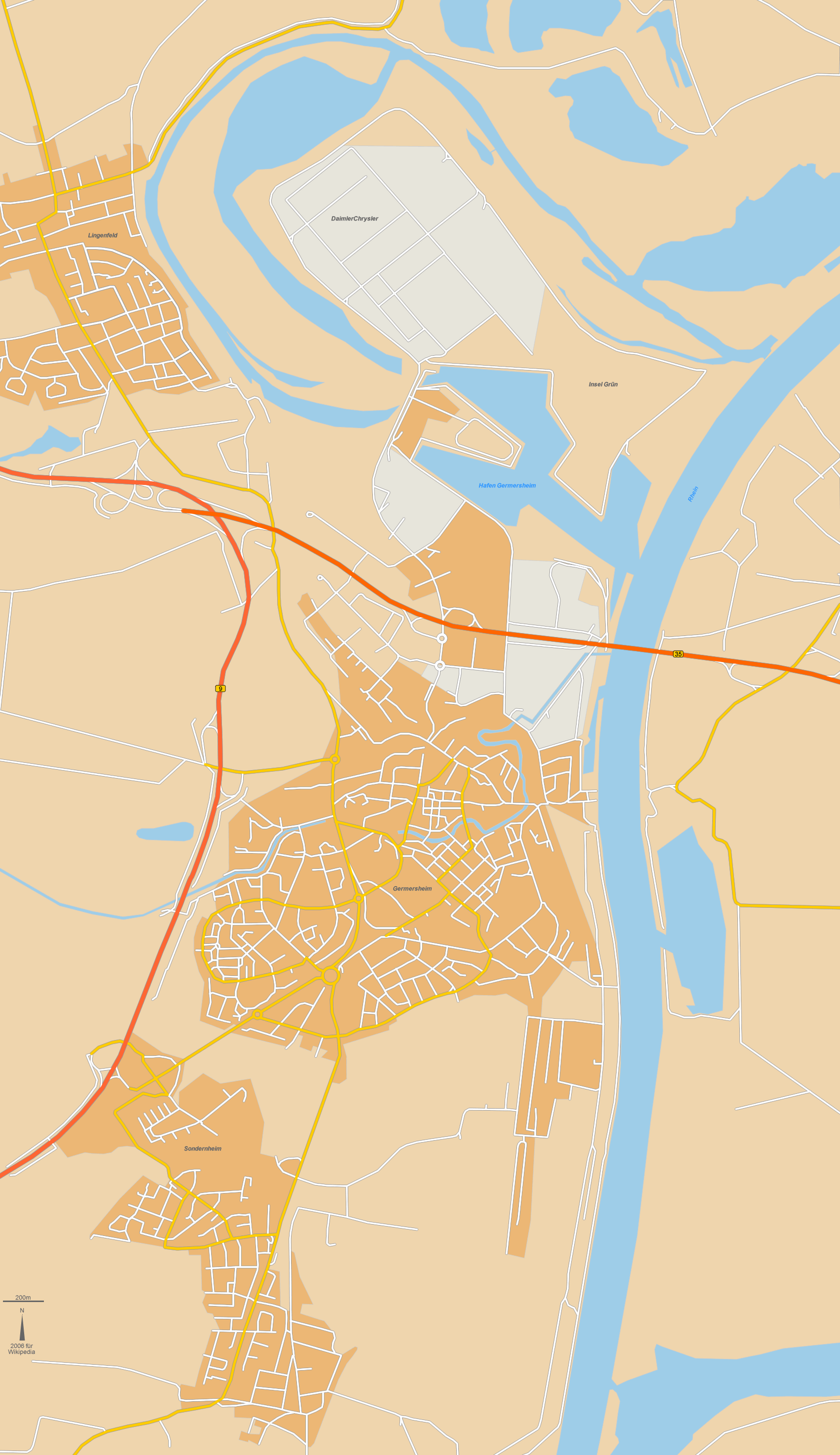
Plan de la ville de Germersheim.

### Évolution administrative
En 1972, Germersheim a fusionné avec Sondernheim.

### Évolution de la démographie
- 1925 – 3 308 (sans Sondernheim)
- 1933 – 3 735 (sans Sondernheim)
- 1939 – 5 858 (sans Sondernheim)
- 1994 – 15 876 (sans Sondernheim)

(au 31 décembre)
- 1998 – 20 210
- 1999 – 20 200
- 2000 – 20 134
- 2001 – 20 506
- 2002 – 20 542
- 2003 – 20 748
- 2004 – 20 906
- 2005 – 21 534

## Politique
Le conseil municipal de Germersheim se compose de 36 membres, qui ont été élus lors de l'élection municipale du 7 juin 2009.
Répartition des sièges par organisation politique :
|      | SPD | CDU | FDP | VERTS | REP | FWG | Total     |
| 2009 | 7   | 16  | 3   | 3     | 2   | 5   | 36 sièges |
| 2004 | 5   | 16  | 2   | 2     | 3   | 8   | 36 sièges |

### Liste des maires successifs[3]
- 1900–1903 : Philipp Heené
- 1903–1908 : Anton Kleehaas
- 1908–1911 : Julius Ball
- 1912–1920 : Jakob Diehl
- 1921–1931 : Friedrich Schmidt
- 1931–1933 : Heinrich Reible
- 1933–1936 ; 1952–1956 : Fritz Wolf
- 1936–1945 : Otto Angerer
- 1945 : Jakob Philipp Gutermann
- 1945–1952 : August Ebinger
- 1956–1981 : Siegfried Jantzer
- 1982–2002 : Benno Heiter
- 2002–2009 : Dieter Hänlein
- depuis 2010: Marcus Schaile

### Jumelages
La ville est jumelée avec Tournus, en France.

## Patrimoine
La ville est connue pour ses fortifications construites par l'ingénieur français Sadi Carnot.

## Infrastructures
Plusieurs entreprises se sont implantées dans cette ville, dont notamment Mercedes-Benz qui y dispose d'un important centre de logistique.
Elle possède également une célèbre école d'interprètes et de traducteurs rattachée à l'université de Mayence.